# Georgina Beyer
Georgina Beyer, ursprungligen George Bertrand, född i november 1957 i Wellington, död 6 mars 2023 i samma stad, var en nyzeeländsk politiker, världens första transsexuella parlamentsledamot. Från den 27 november 1999 till den 14 februari 2007 var Beyer ledamot för New Zealand Labour Party i Nya Zeelands parlament.
Beyer bodde hos sina morföräldrar i  Taranaki tills hon var drygt fyra år gammal. Hon flyttade till sin mor i Wellington och gick på Wellesley College och senare Onslow College. År 1970 flyttade familjen till  Auckland där hon fortsatte sin skolgång på Papatoetoe High School. Hon började att uppträda på teatern 1972 och fick flera filmroller. År 1990 återvände hon till Wellington och blev radiovärd på Wairarapas första FM-kanal TodayFM.
År 1995 valdes hon till världens första transsexuella borgmästare i Carterton District i närheten av Wellington.
Hennes självbiografi "Change for the Better - the story of Georgina Beyer" utgavs 1999 och 2002 visades dokumentärfilmen "Georgie Girl" om hennes liv på TV-kanaler i Nordamerika, Storbritannien och Australien.